# Hadrodactylus seldoviae
Hadrodactylus seldoviae är en stekelart som först beskrevs av William Harris Ashmead 1902.  Hadrodactylus seldoviae ingår i släktet Hadrodactylus och familjen brokparasitsteklar. Inga underarter finns listade i Catalogue of Life.